# Provincia de Esmara
La provincia de Esmara (en árabe: السمارة‎, en francés: Smara) es una de las provincias creadas por Marruecos de la región de El Aaiún-Saguía el-Hamra. La mayor parte de la provincia se encuentra en el territorio no autónomo ocupado y en disputa del Sáhara Occidental. Su capital es Esmara.
El estatus legal de este territorio y la cuestión de la soberanía están por resolver. El Frente Polisario, que constituyó en 1976 la República Árabe Saharaui Democrática, lo disputa con Marruecos.

## División administrativa
La provincia de Esmara consta de un municipio y cinco comunas:

### Municipios
- Esmara

### Comunas
- Amgala
- Tifariti
- Hausa
- El Jeriuia
- Sidi Ahmed Laarosi